# تورالف استرامستاد
تورالف استرامستاد (انگلیسی: Thoralf Strømstad; ۱۳ ژانویهٔ ۱۸۹۷ – ۱۰ ژانویهٔ ۱۹۸۴) اسکی‌باز صحرانوردی اهل نروژ بود.